# B·N·雷迪 (外交官)
B·纳加布尚纳·雷迪（英語：B. Nagabhushana Reddy，1966年6月1日—），印度外交官，現任印度駐馬來西亞高級專員。

## 經歷
B·纳加布尚纳·雷迪生於1966年6月1日。
在安得拉洛约拉學院（Andhra Loyola College）接受了中學教育，1987年畢業於皮拉尼比拉理工學院機械工程專業，1991年畢業於印度理工學院孟買校區，獲得熱力工程科技碩士學位。
1993年，雷迪進入印度外事服務。他擁有豐富的外交經驗，曾在印度駐外使團擔任多項職務。他的海外經歷包括：印尼（1995-1998年）、老撾（1998-2002年）、美國（2005-2008年）、馬來西亞（2008-2011年）、瑞士（2013-2016年）、尼日利亞（2017-2018年）。2011年至2013年5月擔任印度外交部部長辦公廳主任。2019年2月至2021年9月15日，任印度石油與天然氣部國際合作司司長。
2021年8月10日，被任命爲下一任印度駐馬來西亞高級專員。9月，出任印度駐馬來西亞高級專員。

## 個人生活
B·纳加布尚纳·雷迪能說泰盧固語、印地語、梵語和印尼語。他與妻子拉莉塔·德維（Lalita Devi）育有一子一女。